# Куспарин
Куспарин — алкалоид хинолинового ряда. Обнаружен в коре растения Galipea cusparia, растущего в Южной Америке, по которому получил своё название.
Куспарин представляет собой белое кристаллическое вещество, малорастворимое в воде, но легко растворимое во многих органических растворителях. Его растворы не обладают оптической активностью. Куспарин является сильным третичным основанием и способен образовывать малорастворимые кристаллические соли, что позволяет отделить его от других алкалоидов.
При сплавлении куспарина к гидроксидом калия образуется протокатеховая кислота, окисление ведёт к 4-метоксихинолин-2-карбоновой кислоте, а восстановление цинковой пылью — к хинолину.
Синтез куспарина заключается в конденсации 4-метокси-2-метилхинолина с пипероналем и гидрировании полученного ненасыщенного соединения.